# Дейн Тудор-Олдс
Дейн Тудор-Олдс (англ. Dane Tudor-Olds, 2 червня 1989)— австралійський фристайліст, спеціаліст в слоупстайлі. Під егідою FIS взяв участь лише в одному змаганні — ЧС-2011 у слоупстайлі. Там він зупинився за крок до фіналу, ставши 11-им.